# 1777
Évszázadok: 17. század – 18. század – 19. század
Évtizedek: 1720-as évek – 1730-as évek – 1740-es évek – 1750-es évek – 1760-as évek – 1770-es évek – 1780-as évek – 1790-es évek – 1800-as évek – 1810-es évek – 1820-as évek
Évek: 1772 – 1773 – 1774 – 1775 –  1776 – 1777 – 1778 – 1779 – 1780 – 1781 – 1782

## Események

### Határozott dátumú események
- január 3. – George Washington győzelme Princetonnál.[1]
- február 17. - Mária Terézia királynő megalapítja a szombathelyi és székesfehérvári egyházmegyét.[2]
- március 6. – Mária Terézia Budára helyezteti át a nagyszombati egyetemet.[3]
- augusztus 22. – Mária Terézia kiadja a magyarországi oktatásügyet szabályozó rendeletét Ratio Educationis totiusque Rei Literariae per regnum Hungariae et Provincias eidem adnexas [A nevelésnek és az egész tanügynek rendje, Magyarországban és kapcsolt tartományaiban] címmel.[4]
- október 12. (Julián naptár szerint október 1.) – Egy török merénylő a szultán parancsára meggyilkolja III. Gergely moldvai fejedelmet.[5]
- október 17. – A saratogai csatában Horatio Gates amerikai tábornok győzelme az angolok felett.[1]
- november 3. – Megkezdődik a tanév a Nagyszombatból a budai királyi palotába áthelyezett tudományegyetemen.[6]
- november 15. – A kongresszus jóváhagyja a Konföderációs cikkelyeket, az Amerikai Egyesült Államok első szövetségi alkotmányát.[7]
- december 17. – Franciaország elismeri az Amerikai Egyesült Államokat mint független államot.[8]

## Születések
- január 2. – Christian Daniel Rauch, német klasszicista szobrász († 1857)
- február 8. – Bernard Courtois francia gyógyszerész, vegyész († 1838)
- február 12. – Friedrich de la Motte Fouqué, német romantikus író († 1843)
- március 9. – Aleksander Orłowski, lengyel rajzoló, grafikus és festő († 1832)
- március 20. – Bethlen Elek, császári és királyi kamarás († 1841)
- március 21. – Georg Rukavina, császári és királyi táborszernagy († 1849)
- április 15. – Heinrich Marx, poroszországi ügyvéd, 1831-től igazságügyi tanácsos, Karl Marx édesapja († 1838)
- április 30. – Carl Friedrich Gauss, német matematikus († 1855)
- május 5. – Hrabovszky János, honvéd altábornagy († 1852)
- augusztus 7. – Antoine Risso, francia-olasz természettudós († 1845)
- október 18. – Heinrich von Kleist, német drámaíró, költő és publicista († 1811)
- november 3. – Laval Nugent, császári és királyi tábornagy († 1862)
- november 8. – Bernardine-Eugénie-Désirée Clary, Napóleon jegyese, majd Jean-Baptiste Bernadotte felesége. Dezideráta néven Svédország és Norvégia királynéja († 1860)
- december 16. – Fusz János, sváb nemzetiségű magyar zeneszerző és karnagy, zenei író († 1819)
- december 23. – I. Sándor, Oroszország cárja († 1825)

## Halálozások
- február 24. – I. József, portugál király (* 1714)
- május 2. – Klimó György, pécsi püspök (* 1710)
- augusztus 19. – Johann Christian Polycarp Erxleben, német biológus, a német állatorvostan úttörője (* 1744)
- augusztus 23. – Charles-Joseph Natoire, francia rokokó festő (* 1700)
- október 1. – III. Gergely, moldvai és havasalföldi fejedelem (* 1724)
- szeptember 1. – Johann Ernst Bach II, német zeneszerző (* 1722)
- december 12. – Albrecht von Haller, svájci természettudós, botanikus, orvos, költő, filozófus (* 1708)
- december 30. – III. Miksa, bajor választófejedelem, a Wittelsbach-ház bajor ágának utolsó egyenes ági férfisarja (* 1727)